# 蕭啓
蕭啓（?—?），字斯旸，号长素，龙泉县人，明朝政治人物、进士出身。

## 生平
宣德二年，登进士，景泰三年，担任山西巡抚、右佥都御史。